# ¡Al abordaje!
¡Al abordaje! (en francés: À L'abordage) es una película de comedia francesa de 2020 dirigida por Guillaume Brac. Fue seleccionado para ser mostrado en la sección Panorama en el 70.º Festival Internacional de Cine de Berlín.

## Reparto
- Salif Cissé
- Asma Messaouden
- Mosbah de Soundos
- benjamin natchouang